# ویرنت‌اکس
ویرنت‌اکس (انگلیسی: VirnetX) شرکت فناوری اطلاعات آمریکایی است، که در سال ۲۰۰۰ تأسیس شد.